# Prêmio Nacional de Iniciativa Cultural
O Prêmio Nacional de Iniciativa Cultural (do galego: Premio Nacional de Iniciativa cultural) foi um galardão outorgado pela Junta da Galiza e concedido por um jurado de quinze pessoas de distintos âmbitos da Cultura galega, como um dos dez Prêmios Nacionais da Cultura Galega.
Os prêmios concederam-se a projectos, actividades e entidades que destacam-se esse ano pelo seu labor nesse campo da promoção da cultura ou da criação cultural, ou em reconhecimento a projectos continuados ao longo de vários anos. O prêmio convocou-se unicamente em 2008, edição na que os galardoados recebem 15.000 euros de prêmio. O galardoado ou galardoada anuncia-se no mês de maio.
Ainda que com vocação de continuidade, a mudança de governo produzida em 2009 supôs a interrupção da convocatória. Ao criaram-se em 2010 os Prêmios da Cultura Galega definiu-se como continuadora a categoria Prêmio Cultura Galega à Promoção Cultural da Galiza.

## Premiado
- 2008: Laboratório de Formas